# 高橋真
高橋真（日语：高橋 しん，1967年9月8日—），日本北海道士別市人，日本漫畫家。

## 主要作品
- 《新新好男人》（いいひと。）：單行本全26冊，小學館發行，尖端出版代理台灣中文版
- 《最終兵器少女》：單行本全7冊，小學館發行，尖端出版代理台灣中文版
- 《最終兵器少女 外傳》：單行本全1冊，小學館發行，尖端出版代理台灣中文版
- 《雪國的碎片》（きみのカケラ）：單行本全9冊，小學館發行
- 《再見，爸爸！》（さよなら、パパ。）：單行本全1冊
- 《高橋真短篇集：我喜歡的人》（好きになるひと）：單行本全1冊
- 《夏天的冒險》：單行本全1冊
- 《「那條商店街的書店小老闆娘故事。」初戀書店。》：單行本1冊

## 相關連結
- 高橋真的個人網頁 （页面存档备份，存于）（日語）
- しんプレ的X（前Twitter）（日語）